# Фахверк
Фахверк- „оквирне конструкције".) или скелет прилог (обично зид) на кући, обично се гради од хоризонталних (греда) и вертикалних елемената и греда дијагонала. Ова врста грађевинског дела назива "пруски зид" или "пруске опеке."
Простор између елемената оквира испуњен је опеком, каменом или другим материјалом и омалтерисан је док се сам оквир односно греде не малтеришу.
Фахверк јесте тип градње зидова код којег се користи дрвена грађа као носеће конструкција испунјена опеком, глиненим малтером или изузетно каменом. Испуна се малтерише, а грађа не и добија се карактеристичан изглед за фахверк.
Фахверк се ради од дрвених греда и врши се пребацивање оптерећење на главну структуру оквира, омогућава се да олакша изградња зидова, то је носеће конструкција од греда а испуна је од других материјала најчешће опеке.
Од средњег века до данашњих дана дрвене „po-timbered zgrade“ се дистрибуирају на Западу (Немачка, Француска, Швајцарска, Бенелукс), део средње Европе (Пољска, Чешка, итд), па чак и у Бразилу, где се фахверк изводи захваљујући немачким имигрантима.